# Звернення до авторитету
Звернення до авторитету (лат. argumentum ad verecundiam, англ. appeal to authority, argument from authority) — логічна хиба, що полягає у зловживанні почуттями поваги до відомої людини, знаменитості чи експерта в певній галузі для отримання згоди із пропонованим висновком. Цей риторичний прийом може й не бути хибою (див. нижче), але у випадках, коли робиться посилання на автора, що не є спеціалістом в даній галузі, він є хибним завжди. Крім того, коректність його використання може бути дуже відносною. Наприклад, у суперечці двох неспеціалістів щодо теорії відносності, звернення до тверджень Ейнштейна є переконливими та авторитетними. Однак, якщо те ж саме питання дискутують фізики, використання такого прийому становитиме логічну хибу. Також посилання на авторитет Ейнштейна в дискусії щодо, наприклад, теологічних питань, є безумовною хибою незалежно від того, хто бере участь у дискусії.
Згідно з Шопенгауером, чим обмеженішими є знання та вміння індивіда, тим більша кількість авторитетів мають для нього значення, і навпаки, за наявності здібностей людина мало або зовсім не визнає авторитетів, хоча звісно погоджується з відомими фахівцями у маловідомих їй галузях, хоч і з певним недовір'ям.
Умови коректного звернення до авторитету:
1. Аргумент має бути коректним незалежно від авторитету експерта, що його підтримує; тобто, ніякий авторитет не може мати сили, якщо сам аргумент є некоректним.
2. Авторитетне джерело має бути у галузі, до якої належить питання диспуту.
3. Питання диспуту повинне бути цілком у межах компетенції експерта.
4. Тлумачення питання експертом має бути коректне (тобто, наприклад, тлумачення статистичних результатів має виконати спеціаліст зі статистики).
5. Експерт повинен бути неупередженим (на його судження не повинні впливати сторонні причини, як наприклад, гроші, залякування тощо).
6. Експертне судження повинно бути репрезентативним щодо проблеми (не базуватись на нерепрезентативній вибірці).
7. У випадку конфлікту суджень з боку різних експертів, повинен використовуватись належний до даної галузі механізм прийняття рішень.